# 18796 Акоста
18796 Акоста (1999 JH64, 1985 HM1, 1993 TL31, 18796 Acosta) — астероїд головного поясу, відкритий 10 травня 1999 року.
Тіссеранів параметр щодо Юпітера — 3,579.